# William Hay, 10. Marquess of Tweeddale

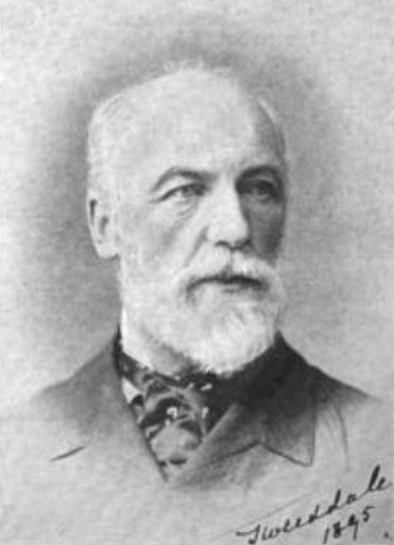
William Hay, 10. Marquess of Tweeddale, 1895

William Montagu Hay, 10. Marquess of Tweeddale, KT (* 27. Januar 1826 in Yester House, Gifford, East Lothian; † 25. November 1911 in London), war ein britischer Peer und Politiker.

## Leben
Hay entstammte dem Clan Hay und war der dritte Sohn des George Hay, 8. Marquess of Tweeddale (1787–1876), aus dessen Ehe mit Lady Susan Montagu (1797–1870), Tochter des William Montagu, 5. Duke of Manchester. Als jüngerer Sohn des Marquess führte er seit Geburt das Höflichkeitsprädikat Lord William Hay.
Er wurde am Haileybury College in Hertfordshire, ausgebildet. Er trat in den Dienst der Britischem Ostindien-Kompanie und war von 1845 bis 1862 in der Zivilverwaltung der Präsidentschaft Bengalen tätig. Dabei war er zeitweise District Commissioner von Shimla und Superintendent der Shimla Hill States in Nordindien.
Zurück im Vereinigtes Königreich wurde er im Juli 1865 als Abgeordneter der Liberal Party für Taunton ins britische House of Commons gewählt. Er hatte dieses Mandat bis November 1868 inne. Von August bis Dezember 1878 war er erneut Mitglied des House of Commons, diesmal als Abgeordneter für Haddington District of Burghs. Zeitweise amtierte er als Deputy Lieutenant von Berwickshire.
Als 1878 sein älterer Bruder Arthur Hay, 9. Marquess of Tweeddale starb, erbte er dessen schottische Adelstitel als 10. Marquess of Tweeddale, 11. Earl of Tweeddale, 10. Earl of Gifford, 10. Viscount of Walden und 18. Lord Hay of Yester. Am 6. Oktober 1881 wurde ihm zudem der britische Adelstitel Baron Tweeddale, of Yester in the County of Haddington, verliehen, der unmittelbar mit einem erblichen Sitz im House of Lords verbunden war.
Von 1890 bis 1892 und erneut von 1896 bis 1897 amtierte er als Lord High Commissioner to the General Assembly of the Church of Scotland. 1898 wurde er als Knight Companion des Distelordens ausgezeichnet. 1899 wurde er Vorstand (Chairman) der North British Railway Company.

## Ehe und Nachkommen
Am 18. Mai 1878 heiratete er Candida Louisa Bartolucci (1858–1925). Mit ihr hatte er drei Söhne und zwei Töchter:
- William George Montagu Hay, 11. Marquess of Tweeddale (1884–1967), ⚭ (1) 1912 Marguerite Christine Ralli († 1944), ⚭ (2) 1945 Marjorie Helen Wagg († 1977);
- Lord Arthur Vincent Hay (1886–1914), Captain der Irish Guards, ⚭ 1911 Menda Ralli († 1959);
- Lord Edward Douglas John Hay (1888–1944), Major-General der British Army, ⚭ (1) 1917 Violet Florence Catherine Bridget Barclay († 1926), ⚭ (2) 1928 Audrey Clara Lilian Latham (1899–um 1985);
- Lady Susan Elizabeth Clementine Hay (1979–1964), ⚭ 1901 Walter Waring († 1930), MP;
- Lady Candida Louisa Hay (* 1882).

Als er 1911 starb, erbte sein ältester Sohn William seine Adelstitel.